# Архетип (аналітична психологія)
Архети́п (грец. άρχή (arche) — початок і грец. τυπος (typos) — тип, образ; прототип, проформа) — прообраз, початковий образ, ідея, первісна форма для наступних утворень. Це поняття, що походить від традиції платонізму і грає головну роль у аналітичній психології, розробленої Карлом Юнгом, що вплинула на сучасну культурологію. У філософії Платона під архетипом розумівся осяжний розумом зразок, «ейдос», у схоластів — природний образ, відбитий у розумі, в Августина Блаженного — споконвічний образ, що лежить в основі людського пізнання.
Під шаром «особистісного несвідомого», що складали основний предмет вивчення в класичному психоаналізі Фройда, Юнг виявляє «колективне несвідоме», що трактується як загальнолюдська основа («грибниця») душевного життя індивідів, наслідувана, а не сформована на базі індивідуального досвіду. Якщо в особистісному несвідомому основну роль грають «комплекси» (наприклад, комплекс Едипа, комплекс неповноцінності), то  елементами, що утворюють структуру колективного несвідомого є «архетип» — універсальні моделі несвідомої психічної активності, котрі спонтанно визначають людське мислення і поведінку. Архетипи можна порівняти з кантівськими «апріорними формами» пізнання, однак вони позбавлені їх абстрактності й емоційно насичені. Власне архетипи не мають конкретного психічного змісту (Юнг уподібнював їх осям кристала); інша справа — архетипічні уявлення (символи) як результат спільної роботи свідомості і колективного несвідомого. Символи це єдність прозорої свідомості образа і таємного і неексплікованого змісту що стоїть за ним, що веде в несвідомі глибини психіки.
Міфологія і релігія (оцінювані Юнгом надзвичайно високо) мурують «захисну стіну символів», що дозволяє свідомості асимілювати небезпечно-самостійну енергію архетипу несвідомого і гармонізуючи тим самим людську психіку. За історичною мінливістю конкретних символів Юнг вбачав незмінність архетипу, що пояснює разючі подібності в різних міфологічних і релігійних системах і факти відтворення в сновидіннях і психотичному маренні фрагментів древніх езотеричних систем.
Основу духовного життя складає досвід, який передається від минулих поколінь наступним і є сукупністю архетипів. Архетипи проектуючись на зовнішній світ визначають своєрідність культури:
- Культури-інтроверти — головна цінність закладена в об'єкті і ставленні до нього, набуває індивідуального характеру (доба Просвітництва).
- Культури-екстраверти — головну цінність становить особистість людини і ставленні суб'єкта до ідей, набуває колективного характеру (доба Романтизму).

При цьому жодна з культур не досконала.

## Головні архетипи
Найголовніші архетипи за Юнгом: Самість, Тінь, Аніма, Анімус, Персона.

### Самість
Поєднуючи і гармонізуючи всі аспекти несвідомого, самість створює єдність і стабільність особистості. Таким чином, завдання самості (як і психотерапії) — інтеграція різних підсистем особистості. Юнг порівнював самість з поривом або прагненням до самоактуалізації, що визначає гармонійність і цілісність, найповніше розкриття можливостей особистості.

### Тінь
У сенсі колективного несвідомого Тінь — це природна, інстинктивна людина, і вона майже не змінилася з тих часів, коли виникло людське суспільство, коли людина стала людиною розумною. Тінь не може бути до кінця перетворена вихованням, і багато в чому вона залишається чисто імпульсивною — те, що притаманно особливо дітям. Найяскравіший приклад втілення архетипу Тіні в міфології — образ Диявола.
Тінь — це підсвідомі бажання, несумісні з соціальними стандартами. Це нижчий рівень свідомості щодо сучасного суспільства, і це хтось, хто підсвідомо живе в нас і хоче робити те, чого ми собі не дозволяємо, — це містер Гайд нашого доктора Джекіла.

### Персона
Персона існує на противагу Тіні — це соціальний образ людини, ідеальний з моральної та соціальної точки зору. Це певне узагальнення людини як істоти цивілізованої, колективне «я» людства як такого.
Персона є тою маскою, яку кожен з нас одягає, спілкуючись з іншими людьми. Вона презентує нас такими, якими ми хочемо, щоб нас сприймало суспільство. Персона може не збігатися з справжньою особистістю індивіда. Поняття особи у Юнга аналогічно поняттю рольової поведінки в соціології, коли ми чинимо так чи інакше відповідно до нашого уявлення про очікування оточуючих від нашої поведінки.
У тому випадку, якщо індивід не пройшов етап осмислення архетипу «маска», то для нього шлях наверх закритий, індивідуація для нього неможлива. Однак, існує метод звільнення від маски — це зміна професії, тобто при освоєнні нових навичок, людина втрачає «маску».

### Аніма та Анімус
Обидві статі вміщують одночасно Персону і Тінь, при цьому Тінь у чоловіків зазвичай уособлює інший чоловік, у жінки — інша жінка. Але підсвідомість чоловіка містить жіночий елемент, який чоловік витісняє з його зовнішнього життя, а підсвідомість жінки — чоловічий. Ці образи Юнг називає відповідно Анімою та Анімусом.
Аніма — не характеризує якусь одну жінку, хоча усвідомлюється через реальних жінок (і перш за все, через образ матері). У чоловічій свідомості існує колективний образ жінки, з допомогою якого він розуміє жіночу природу.
Анімус жінки виявляє в ній, перш за все, її чоловічі риси.
Тобто, якщо говорити в загальному, архетипи аніма та анімус відображають припущення Юнга, що кожна людина несе в собі певні психологічні характеристики протилежної статі. Аніма відображає жіночі (фемінні) риси в чоловічому характері, а анімус — чоловічі (маскулінні) характеристики в жіночому. Як і більшість інших архетипів, ця пара бере початок в найбільш глибинних, примітивних шарах досвіду предків людини, коли чоловіки і жінки засвоювали певні емоційні та поведінкові тенденції протилежної статі.

## Архетипи української культури
Українські архетипи проявляють себе як символи у міфах, казках, фольклорі, обрядах, традиціях, і є узагальненням досвіду наших предків. Українська культура пройшла тривалий час формування, становлення і розвитку з найдавніших часів і до сучасності. На розвиток впливали природні умови географічного положення, території, міграційні процеси, елементи інших культур. Протягом століть одні племена та етноси змінювались іншими. Кімерійці, скіфи, сармати, гуни, слов'яни, половці, татари та ін. брали участь в етногенезі українців. Основою культурного процесу, що передавав здобутки предків нащадкам, було місцеве населення, яке вбирало в собі усі впливи, і будувало з них свою культуру. Україна лежить на перетині шляхів до Центральної та Західної Європи, з Північної Європи на Близький Схід та Кавказ. З огляду на рубіжність (вплив сходу і заходу) існують різні національні регіональні особливості українців сходу (більш чуттєві) і заходу (спокійніші).
Кордоцентризм в структурі української психіки визначається з погляду української етнопсихології — спільною ознакою українців: перевагою емоцій та почуттів над мисленням і волею, що робить їх подібними один до одного та особливостями, своєрідністю, індивідуальністю східних і західних, південних і північних українців.